# أوسكار ألمغرين
أوسكار ألمغرين (9 نوفمبر، 1869، ستوكهولم - 13 مايو 1945) عالم أثار سويدي متخصص في علم الأثار ماقبل التاريخ. وقد نشر بحث عن أنواع البروشات أو الدبابيس النوردية عام 1897.